# Lana (Tirol del Sud)
Lana (alemany Lana) és un municipi italià, dins de la província autònoma de Tirol del Sud. Comprèn les fraccions de Völlan (Foiana), Pawigl (Pavicolo) i Ackpfeif (Acquaviva). És un dels municipis del districte de Burggrafenamt. L'any 2007 tenia 10.912 habitants. Limita amb els municipis de Burgstall, Gargazon, St. Pankraz, Tscherms, Gargazon, Marling, Meran, Naturns, Partschins i Tisens.

## Situació lingüística
| Pertinença lingüística (cens 2001) | 91,80% alemany |
| Pertinença lingüística (cens 2001) | 7,91% italià   |
| Pertinença lingüística (cens 2001) | 0,29% ladí     |

## Administració
| Període | Identitat               | Partit |
| ------- | ----------------------- | ------ |
| 2004-   | Christoph Werner Gufler | SVP    |

## Personatges il·lustres

Territori comunal

- Armin Zöggeler
- Karl Zuegg